# Vetenskapsåret 1881

## Händelser
- Louis Pasteur upptäcker ett vaccin mot mjältbrand.

## Pristagare
- Bigsbymedaljen: Charles Barrois, fransk geolog. [1]
- Copleymedaljen: Charles-Adolphe Wurtz, fransk kemist.
- Davymedaljen: Adolf von Baeyer, tysk kemist, Nobelpristagare.
- Lyellmedaljen: John William Dawson, kanadensisk geolog och paleontolog.
- Murchisonmedaljen: Archibald Geikie, brittisk geolog.
- Polhemspriset: Elis Bedoire, svensk ingenjör och uppfinnare.
- Wollastonmedaljen för geologi: Peter Martin Duncan, brittisk paleontolog. [2]

## Födda
- 6 augusti - Alexander Fleming (död 1955), brittisk bakteriolog.

## Avlidna
- 26 maj - Jokob Bernays, filolog.
- 3 februari - John Gould (född 1804), brittisk ornitolog.
- 23 juni - Matthias Schleiden (född 1804), tysk botaniker.
- 21 oktober - Eduard Heine (född 1821), tysk matematiker.
- 31 oktober - George W. DeLong (född 1844), amerikansk sjöofficer och polarforskare.

### Fotnoter
1. ↑  ”Geological Society”. Arkiverad från originalet den 21 april 2009. https://web.archive.org/web/20090421141428/http://www.geolsoc.org.uk/gsl/info/collections/archives/page753.html. Läst 13 april 2011.
2. ↑  ”Geological Society”. Arkiverad från originalet den 5 juni 2011. https://web.archive.org/web/20110605102217/http://www.geolsoc.org.uk/gsl/society/history/page750.html. Läst 13 april 2011.